# Pausanias
Pausanias sau Pausania (în greacă: Παυσανίας; n. 110 d.Hr., Asia, Prefectura pretoriană a Orientului, Imperiul Roman – d. 180 d.Hr., Sicilia⁠(d), Sicilia, Regatul Italiei) a fost un istoric și geograf grec care a trăit în secolul al II-lea d.Hr., de la care a rămas lucrarea Descrierea Greciei (în greacă Ἑλλάδος Περιήγησις, Hellados Periegesis), în 10 cărți. Scrierile sale oferă informații despre luptele lui Dromihete cu Lysimachos precum și multe alte detalii despre Grecia vremurilor sale.